# Cultus aestivalis
Cultus aestivalis är en bäcksländeart som först beskrevs av James George Needham och Peter Walter Claassen 1925.  Cultus aestivalis ingår i släktet Cultus och familjen rovbäcksländor. Inga underarter finns listade i Catalogue of Life.